# Сюрприз (фильм, 2015)
«Сюрприз» (нидерл. De surprise) — нидерландско-бельгийско-немецко-ирландская мелодрама 2015 года режиссёра Майка Ван Дима.

## Сюжет
С детства отличавшийся странностями богатый нидерландский аристократ Якоб Ван Зойлен после смерти матери подписывает безотзывный контракт на свое убийство с некоей фирмой. Убийство по договоренности должно произойти в виде «сюрприза», без заранее известного заказчику плана. Выбирая себе гроб, он случайно знакомится с девушкой, также заключившей договор на «путешествие в загробный мир».
Знакомство возвращает Якобу забытый с раннего детства, после гибели отца, интерес к жизни, и он пытается добиться хотя бы отсрочки для себя и девушки. Фирма, однако, принимает решение ликвидировать его немедленно и любой ценой, чтобы избежать огласки своей деятельности. Ему удается скрыться, но тут выясняется, что его возлюбленная, зажегшая в нём пламя жизни — на самом деле киллер той самой компании, которой поручена его ликвидация.
Однако и девушка успела его полюбить, и она убеждает своих компаньонов сохранить клиенту жизнь и взять его в долю.
Сюжет основан на рассказе "Палас-отель "Танатос" Андре Моруа.

## В ролях
- Йерун ван Конингсбрюгге — Яков ван Зуйлен де Вис
- Джорджина Вербан — Энн де Конинг
- Ян Деклейр — Корнальд Мюллер
- Генри Гудман — мистер Джонс
- Анкур Баль — Асиф
- Навид Чоудри — Мошин
- Оливер Гатс — Халим
- Ронни Джатти — Курам
- Элизабет Андерсен — мать
- Тамар Баруч — Марисса де ла Ру
- Михил Бланкваардт — водитель грузовика
- Пьер Бокма — охранник Ван Зуйлен
- Джудит Эдиксховен — помощник де Вейса
- Хьюберт Фермин — Де Вейс

## Премии и награды
Camerimage (2015)
Номинирован: Рогир Стофферс
Международный кинофестиваль в Чикаго (2015)
Номинирован: «Приз зрительских симпатий»: Майк Ван Дим
Международный кинофестиваль Film by the Sea (2015)
Номинирован: «Лучший игровой фильм»: Майк Ван Дим
Нидерландский кинофестиваль (2015)
Победитель:
- «Золотой телёнок[англ.]» за «лучшую женскую роль»: Джорджина Вербан
- «Золотой телёнок» за «лучшую работу художника-постановщика»: Хьюберт Пуль[4]

Номинирован:
- «Лучший фильм»: Майк ван Дим, Эльс Вандеворст
- «Лучший режиссёр игрового фильма»: Майк ван Дим
- «Лучшая роль второго плана»: Ян Деклер
- «Лучший монтаж»: Джессика Де Конинг
- «Лучший звуковой дизайн»: Herman Pieëte

Международный кинофестиваль в Санта-Барбаре (2016)
Номинирован: «Лучший фильм на иностранном языке»: Майк ван Дим